# Ridiculous Thoughts
«Ridiculous Thoughts» (в переводе с англ. — «Нелепые мысли») — песня ирландской группы The Cranberries из альбома 1994 года No Need to Argue. В оригинальном издании на CD представлена девятым по счёту треком. Через 10 месяцев после выпуска альбома 31 июля 1995 года «Ridiculous Thoughts» была издана в формате сингла. Как и предыдущие синглы группы «Ridiculous Thoughts» попал в 20-ку лучших в британском чарте. В 2017 году песня была исполнена в акустической версии и издана в альбоме Something Else.
Песня «Ridiculous Thoughts» с момента её создания являлась одним из основных концертных номеров группы The Cranberries. Она включена во все сборники и концертные альбомы этого коллектива.
«Ridiculous Thoughts» как один из главных хитов The Cranberries входит в число 8 песен этой группы, которые попали в Top 20 чарта Modern Rock Tracks Billboard. Критики ряда музыкальных изданий отмечают «Ridiculous Thoughts» как одну из лучших песен в творчестве ирландского коллектива.
Песня записана в 1994 году в студиях The Manor Studio (Оксфорд) и Townhouse Studios (Лондон). Авторы музыки — Долорес О’Риордан и Ноэль Хоган. Автор слов — Долорес О’Риордан, она же исполняет вокальную партию.

## О песне
В числе таких песен, как «Zombie», «Ode to My Family», «I Can’t Be with You» и других, «Ridiculous Thoughts» была написана осенью 1993 года во время концертного тура группы The Cranberries по Северной Америке. По возвращении музыкантов в Ирландию в декабре этого же года были записаны демоверсии сочинённых на гастролях песен. К записи полноценных студийных треков участники The Cranberries приступили в марте 1994 года. Новые песни, включая и «Ridiculous Thoughts», были записаны и смикшированы в лондонской студии Townhouse Studios и в расположенной в Оксфорде студии The Manor Studio. Для продюсирования записи был приглашён английский специалист Стивен Стрит. В числе 13 записанных песен «Ridiculous Thoughts» вошла в новый альбом группы The Cranberries, получивший название No Need to Argue. Официальный выпуск альбома состоялся 3 октября 1994 года. Между тем песня «Ridiculous Thoughts» была известна публике задолго до издания её студийной версии. С осени 1993 года эта песня часто исполнялась на концертах, более того, её концертная версия вошла в выпущенное в мае 1994 года видео The Cranberries Live.
Как один из лучших треков нового альбома песня «Ridiculous Thoughts» была выбрана для съёмки видеоклипа и для издания в виде сингла. Продвижение «Ridiculous Thoughts» на музыкальном рынке началось весной 1995 года. К 10 июня песня заняла 14-ю позицию в хит-параде Modern Rock Tracks Billboard, учитывающий количество проигрываний песен на радиостанциях. В этом чарте «Ridiculous Thoughts» находилась 12 недель (в Top 20 Modern Rock Tracks за всю историю группы The Cranberries помимо «Ridiculous Thoughts» были только 7 песен — «Linger», «Dreams», «Zombie», «Ode to My Family», «Salvation», «Free to Decide» и «Promises»). Сингл «Ridiculous Thoughts», четвёртый и последний из альбома, был издан 31 июля 1995 года (в один из вариантов сингла наряду со студийной версией также вошла концертная версия песни с выступления в Дублине в зале The Point, состоявшемся 2 июня 1995 года). В августе сингл попал в английский сингл-чарт с наивысшей 20-й позицией (всего в чарте он находился 3 недели). Также относительно высокие места сингл занял в ирландском чарте — 22-я позиция (3 недели), и в шотландском — 23-я позиция (3 недели). Одним из аспектов популярности «Ridiculous Thoughts» стали не только издание и продажи сингла, радио- и телетрансляции, но и использование песни в кино. В частности, британский режиссёр Майкл Уинтерботтом включил песню «Ridiculous Thoughts» в саундтрек своего фильма «Воздушный поцелуй» (фильм был снят и вышел в прокат в 1995 году).

## Лирика
В начале 1994 года в интервью ирландскому журналу Hot Press автор лирики «Ridiculous Thoughts» Долорес О’Риордан призналась, что в этой песне говорится о всех тех людях, которых вы когда-то уважали, пока в какой-то момент наконец не осознали, что на самом деле никакого уважения они не достойны:

Вы не можете представить себе насколько много в музыкальном бизнесе мужчин, которые смотрят на женщин исключительно как на сексуальный объект и хотят только одного — затащить их в постель. Даже для тех людей, к кому вы всегда относились с уважением и полагали, что они ценят ваш ум, душу или талант, в действительности всё это не важно и хотят от вас они совсем другого. И это всё очень сильно разочаровывает…Одна из песен из нашего нового альбома «Ridiculous Thoughts» посвящена людям, о которых вы думали с почтением, пока однажды не поняли какими нелепыми мыслями на самом деле наполнена их голова.
Оригинальный текст (англ.)You wouldn’t believe how many men there are in the music industry who look at a woman in a sexual sense and just want to try it on, to get you into bed. Even people that you once respected and that you thought valued you because of your mind, your soul, your talent, end up wanting you for only one thing and that really can be disappointing...One song on the new album ‘Ridiculous Thoughts’, is about people you once thought were people you respected, until you realised their minds were filled with trivia.

В 2017 году Долорес О’Риордан отмечала, что эмоциональность песни «Ridiculous Thoughts» во многом отражает то «колоссальное давление, что сопутствовало внезапному успеху группы, все те завышенные ожидания и требования по отношению к музыкантам со всех сторон — от представителей звукозаписывающей компании и, в общем, от всех…».
В рейтинге LyricFind по поиску текстов песен в интернете в момент всплеска интереса к The Cranberries в январе 2018 года песня «Ridiculous Thoughts» заняла 15 позицию (в этом рейтинге были представлены и другие композиции The Cranberries, из которых высшую строчку заняла песня «Zombie»).

## Видео
Съёмки видео на песню «Ridiculous Thoughts» были начаты в конце мая 1995 года. Для постановки видеоклипа был приглашён американский режиссёр Сэмюэль Бейер. Помимо музыкантов The Cranberries в клипе снялся также американский актёр Элайджа Вуд. Видео снимали в окрестностях города Коламбус, декорациями для участников группы были выбраны огромные цирковые афиши посреди поля; для главного героя, которого сыграл Элайджа Вуд, декорациями стали улицы с разрушенными зданиями. Результатом съёмок музыканты группы остались недовольны, поскольку концепция снятого видео была ими непонята (в интервью программе MTV News Долорес О’Риордан заметила, что «я в самом деле ничего не поняла, и если вы не видите [в клипе] никакого смысла, тогда зачем всё это?»). В итоге было принято решение смонтировать видео по-другому — за основу новой версии клипа были взяты кадры исполнения «Ridiculous Thoughts» на одном из концертов в США, к этим концертным кадрам добавили фрагменты (с участием Элайджи Вуда) из старой версии клипа, снятого Сэмюэлем Бейером.
В июле 1995 года видео «Ridiculous Thoughts» входило в число 50 (поднимаясь до 27 места) наиболее часто транслируемых музыкальных клипов на канале MTV.
В 2002 году первоначальная версия режиссёра (Director’s Cut) была издана на сборнике Stars: The Best of 1992–2002, куда вошли лучшие на тот момент песни и видео группы The Cranberries.

## Концертные исполнения
Группа The Cranberries начала исполнять «Ridiculous Thoughts» на концертах задолго до официального издания альбома No Need to Argue, в котором была записана студийная версия этой песни. Самым первым исполнением «Ridiculous Thoughts» на сцене принято считать её исполнение на концерте в американском городе Акрон 12 ноября 1993 года. Одно из самых ранних исполнений «Ridiculous Thoughts» было включено, в частности, в первый видеоконцерт группы The Cranberries Live, снятый 14 января 1994 года в концертном зале London Astoria. Ещё две ранние концертные версии были изданы группой на синглах. Одна, записанная 22 ноября 1994 года на сцене фестиваля Féile в Типперери, была включена в одну из версий сингла «Ode To My Family» (в 2010 году эту запись включили также в альбом Bualadh Bos – The Cranberries Live). Другая, записанная в концертном зале The Point в Дублине 2 июня 1995 года, была включена в макси-сингл «Ridiculous Thoughts». Одна из более поздних записей — с выступления в Париже во дворце спорта «Берси» 9 декабря 1999 года — была издана в 2000 году в концертном альбоме Beneath the Skin – Live in Paris. По некоторым данным «Ridiculous Thoughts» является одной из пяти наиболее часто исполняемых песен The Cranberries. Группа исполнила её на сцене 316 раз. Также песня исполнялась несколько раз в 2007 году на сольных концертах Долорес О’Риордан. Последний раз «Ridiculous Thoughts» была исполнена 20 мая 2017 года в театре London Palladium.

## Критика
Песня «Ridiculous Thoughts» считается одним из лучших произведений в творчестве группы The Cranberries. В частности, в обзоре композиций этой группы на сайте издания Billboard, составленном Д. Вайссом, «Ridiculous Thoughts» включена в число 10 лучших песен ирландского коллектива:

Этот малый сингл из величайшего альбома The Cranberries является частью секретного оружия группы, который сочетает в себе жёсткий, возвышающий вокал…с одним из доминирующих в 1990-е годы…альт-роковым брейк-битом…и нестройно звучащей мелодией хора в сочетании с напряжённо звучащей оркестровкой как у The Go-Betweens. Если изначально «Ridiculous Thoughts» была песней, критикующей любые формы давления, то теперь она воспринимается как призыв продолжать бороться за свои права, несмотря на любые препятствия, как бы смешно и нелепо это не выглядело.
Оригинальный текст (англ.)This minor single from the Cranberries’ biggest album was one of its secret weapons, pairing a tough, inspirational chant...with a one of those prevalent ‘90s...alt-rock breakbeats...and a jangling chorus melody paired with tense orchestration like prime Go-Betweens. While «Ridiculous Thoughts» was intended as an anti-press diatribe, today it feels like a statement of empowerment to continue on through whatever obstacles manifest, no matter how ridiculous.

Также «Ridiculous Thoughts» названа одной из лучших песен группы критиками сайта AllMusic — Марком Демингом (в обзоре концерта Bualadh Bos) и Стивеном Томасом Эрлевайном (в обзоре сборника лучших песен Icon). Одним из главных хитов The Cranberries 1990-х годов песню «Ridiculous Thoughts» называет также издание Knoxville News Sentinel и некоторые другие.
Песня «Ridiculous Thoughts», по мнению ряда музыкальных критиков, внесла существенный вклад в успех разошедшегося 17-миллионным тиражом альбома No Need to Argue. Нейл З. Йенг в обзоре альбома Something Else на сайте AllMusic называет «Ridiculous Thoughts» и «Zombie» одними из главных составляющих мультиплатинового альбома No Need to Argue, отмечая при этом, что в новых акустических версиях эти песни потеряли свою «неистовую энергию». Итальянский критик Пьеро Скаруффи, давший положительную оценку No Need to Argue, замечает то, что в песне «Ridiculous Thoughts» «мотив отчаяния», присущий многим композициям альбома, доходит до предела. В обзоре альбома No Need to Argue, опубликованном в Chicago Tribune, «Ridiculous Thoughts» названа «электризующей и будоражащей» песней, в которой фраза «you’re gonna have to hold on» превращается из «мольбы в исполненный ликованием приказ». В рецензии альбома No Need to Argue, размещённой на сайте Sputnikmusic, «Ridiculous Thoughts» вместе с песней «Zombie» выделяются как более энергичные на фоне остальных преимущественно медленных и меланхоличных баллад. Автор рецензии также отмечает, что именно в «Ridiculous Thoughts» и «Zombie» наиболее полно раскрываются вокальные данные Долорес О’Риордан. Вместе с этим в данной рецензии утверждается, что выделить какой-либо трек из No Need to Argue невозможно. Все песни No Need to Argue, кроме заглавной, звучащей несколько слабее остальных, следует отнести к «хитовым».

## Версии сингла
Сингл «Ridiculous Thoughts» был издан на CD и ограниченным тиражом на виниловом диске в формате 7". CD-сингл был выпущен в нескольких изданиях. В издание, предназначенное в числе прочего для европейского музыкального рынка, помимо альбомной версии «Ridiculous Thoughts» была включена также песня «I Can’t Be with You», которую группа записала во время выступления в Дублине в концертном зале The Point 2 июня 1995 года.
Известна также расширенная версия этого сингла, изданная в европейских странах и Японии. В неё дополнительно были включены ещё две песни с концерта в Дублине, в том числе и концертная версия «Ridiculous Thoughts». В CD-сингл, изданный в Великобритании и Австралии, вместо концертной версии «I Can’t Be With You» записана альбомная версия «Linger». Песня «Linger» была также записана на второй стороне винилового диска 7". В США был издан промосингл (в 1994 году), в котором наряду с полной альбомной версией была записана укороченная версия песни «Ridiculous Thoughts» для радиотрансляций.

### Список композиций
| №  | Название                           | Автор(ы)                       | Длительность |
| -- | ---------------------------------- | ------------------------------ | ------------ |
| 1. | «Ridiculous Thoughts (LP Version)» | Долорес О’Риордан, Ноэль Хоган | 4:31         |
| 2. | «I Can’t Be with You (Live)»       | Долорес О’Риордан, Ноэль Хоган | 3:10         |

| №  | Название                           | Автор(ы)                       | Длительность |
| -- | ---------------------------------- | ------------------------------ | ------------ |
| 1. | «Ridiculous Thoughts (LP Version)» | Долорес О’Риордан, Ноэль Хоган | 4:31         |
| 2. | «I Can’t Be with You (Live)»       | Долорес О’Риордан, Ноэль Хоган | 3:10         |
| 3. | «Twenty One (Live)»                | Долорес О’Риордан, Ноэль Хоган | 3:04         |
| 4. | «Ridiculous Thoughts (Live)»       | Долорес О’Риордан, Ноэль Хоган | 6:09         |

| №  | Название                           | Автор(ы)                       | Длительность |
| -- | ---------------------------------- | ------------------------------ | ------------ |
| 1. | «Ridiculous Thoughts (LP Version)» | Долорес О’Риордан, Ноэль Хоган | 4:31         |
| 2. | «Linger (LP Version)»              | Долорес О’Риордан, Ноэль Хоган | 4:34         |
| 3. | «Twenty One (Live)»                | Долорес О’Риордан, Ноэль Хоган | 3:04         |
| 4. | «Ridiculous Thoughts (Live)»       | Долорес О’Риордан, Ноэль Хоган | 6:09         |

| №  | Название                           | Автор(ы)                       | Длительность |
| -- | ---------------------------------- | ------------------------------ | ------------ |
| 1. | «Ridiculous Thoughts (LP Version)» | Долорес О’Риордан, Ноэль Хоган | 4:31         |
| 2. | «Linger (LP Version)»              | Долорес О’Риордан, Ноэль Хоган | 4:34         |

| №  | Название                              | Автор(ы)                       | Длительность |
| -- | ------------------------------------- | ------------------------------ | ------------ |
| 1. | «Ridiculous Thoughts (Radio Edit)»    | Долорес О’Риордан, Ноэль Хоган | 3:37         |
| 2. | «Ridiculous Thoughts (Album Version)» | Долорес О’Риордан, Ноэль Хоган | 4:31         |

### Позиции в чартах
| Год  | Название чарта                               | Высшая позиция | Пребывание в чарте | Первая неделя   | Последняя неделя | Источник |
| ---- | -------------------------------------------- | -------------- | ------------------ | --------------- | ---------------- | -------- |
| 1995 | Австралия Singles Chart                      | 60             | 1 неделя           | 60 (22.10.1995) | 60 (22.10.1995)  | [ 45 ]   |
| 1995 | Великобритания UK Singles Chart              | 20             | 3 недели           | 20 (06.08.1995) | 67 (20.08.1995)  | [ 6 ]    |
| 1995 | Ирландия Irish Singles Chart                 | 23             | 3 недели           | —               | —                | [ 21 ]   |
| 1995 | Новая Зеландия Singles Chart                 | 43             | 1 неделя           | 43 (15.10.1995) | 43 (15.10.1995)  | [ 46 ]   |
| 1995 | Шотландия Scottish Singles and Albums Charts | 22             | 3 недели           | 22 (06.08.1995) | 72 (20.08.1995)  | [ 22 ]   |

## Издания
Песня «Ridiculous Thoughts» издавалась в следующих студийных и концертных альбомах, а также в сборниках группы The Cranberries:
| год  | альбом                                         | лейбл                                          | примечание                                                                         |
| ---- | ---------------------------------------------- | ---------------------------------------------- | ---------------------------------------------------------------------------------- |
| 1994 | No Need to Argue                               | Island Records                                 | оригинальная запись, концертная запись (в специальном издании)                     |
| 1994 | The Cranberries Live                           | Island Records / PolyGram Video                | концертная видеозапись                                                             |
| 2000 | Beneath the Skin – Live in Paris               | Image Entertainment / / Warner Vision France   | концертная видеозапись                                                             |
| 2002 | Treasure Box — The Complete Sessions 1991—1999 | Island Records                                 | оригинальная запись                                                                |
| 2005 | Stars: The Best of 1992–2002                   | Island Records / Universal Music DVD Video     | оригинальная запись, официальное видео, первоначальная (режиссёрская) версия видео |
| 2008 | Gold                                           | Island Records / Mercury Records               | оригинальная запись                                                                |
| 2010 | Bualadh Bos – The Cranberries Live             | Island Records                                 | концертная запись                                                                  |
| 2010 | Icon                                           | Island Records / / Universal Music Enterprises | оригинальная запись                                                                |
| 2017 | Something Else                                 | BMG Entertainment                              | акустическая версия                                                                |

Кроме этого, 22 ноября 1994 года концертная версия песни «Ridiculous Thoughts» (с выступления на фестивале Féile в Типперери) была выпущена ограниченным тиражом в одной из версий сингла «Ode To My Family», состоящей из двух дисков.

## Участники записи
В записи принимали участие:
The Cranberries
- Долорес О’Риордан — вокал, слова, музыка;
- Ноэль Хоган — электрогитара, музыка;
- Майк Хоган — бас-гитара.
- Фергал Лоулер — ударные.

а также
- Стивен Стрит[англ.] — продюсирование, запись и микширование;
- Джули Гардинер (ассистент) — продюсирование и звукозапись.